# Hornquinten

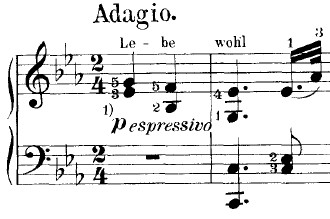
Anfang von Beethovens Sonate Les Adieux. Die ersten drei Zusammenklänge der rechten Hand bilden einen typischen Horngang.

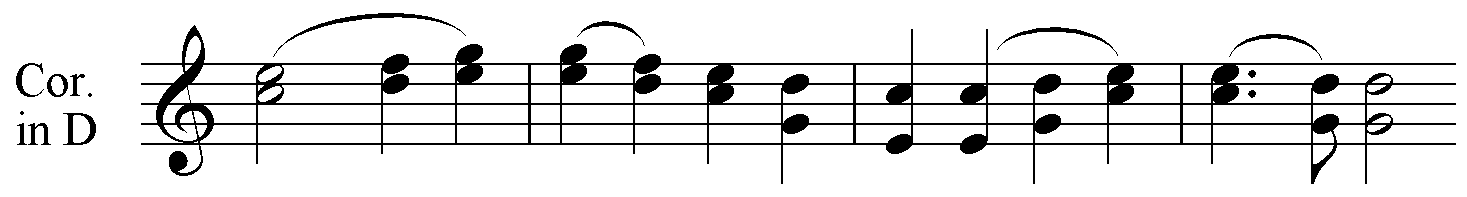
Hornquinten im Finale von Beethovens 9. Sinfonie

Unter Hornquinten (auch: Horngang) versteht man in der Musik eine spezielle Art der zweistimmigen Stimmführung unter Verwendung des beschränkten Tonvorrats des Naturhorns, auf dem man nur Töne der Naturtonreihe spielen kann. Der Name rührt daher, dass hier von unten kommend eine gleichgerichtete Fortschreitung aus einer Sexte in eine Quinte bzw. von oben kommend aus einer Terz in eine Quinte stattfindet. In der traditionellen Satzlehre gilt dieser Fall neben den Mozart-Quinten als Ausnahme von dem Verbot (verdeckter) Quintparallelen.
Der typische Klang, der sich aus dieser Zweistimmigkeit ergibt, weckt bei den meisten Zuhörern Assoziationen wie Waldhorn, Jagd oder Fanfare, selbst wenn sie auf nicht-Blechblasinstrumenten erklingt, wie beispielsweise in der Caprice No. 9, La chasse (dt.: die Jagd), von Niccolò Paganini auf der Violine.
In der Renaissance- und Barockzeit wurden Hornquinten als Stilelement in Stücken, die eine reale oder virtuelle kriegerische Auseinandersetzung thematisieren und häufig Namen wie Bataglia oder Batalla tragen, eingesetzt. Bei Orgelstücken dieser Art werden die Passagen häufig auf einem Register der Trompetenfamilie, sofern vorhanden einer Horizontaltrompete, vorgetragen.